# Scenio
Scenio o escenio es un lugar o colectivo en el que aparece una creatividad y genialidad desusada. Una definición alternativa es 'forma comunitaria de genio'. Este término es un neologísmo del que se derivaría también la propiedad de ser un scenio: es la scenialidad o escenialidad (forma comunitaria de genialidad).
Son características intrínsecas de un scenio las siguientes:
- Aprecio mutuo: Las acciones de riesgo acostumbran a ser respetadas y aplaudidas por el grupo, la sutileza es apreciada, y la competencia amistosa es común.
- Rápido intercambio de ideas, técnicas y herramientas: Tan pronto como algo es inventado, es mostrado y compartido. Las ideas fluyen rápidamente gracias a un lenguaje y unas tendencias de grupo comunes.
- Tolerancia a las novedades y a la gente nueva.

Allí donde se da un scenio se da una concentración inmensa de creatividad durante un corto período. Son muy numerosos los scenios que se han dado a lo largo de la historia en cualquier campo de la cultura humana. Por citar algunos especialmente sugerentes y que han dado grandes genios a la humanidad:
- En política tenemos la ciudad de Atenas en tiempos de Pericles.
- En filosofía el grupo de discípulos de Sócrates, el liceo de Aristóteles. y en el siglo XX la Escuela de Frankfurt.
- En literatura castellana el siglo de Oro con sus academias, las tertulias del Nuevo Café de Levante o el Café de Gato Negro, o la generación del 27.
- En arte el surgimiento del Renacimiento en la Florencia del siglo XIV y su difusión en la Italia de finales del XV, la explosión de creatividad de la Roma Barroca, el grupo de pintores impresionistas a finales del XIX, o los artistas del modernismo que se reinían en Els Quatre Gats de Barcelona hacia 1900.
- En espiritualidad la convergencia en la España del XVI de Santa Teresa de Jesús, San Juan de la Cruz, San Francisco de Borja, San Pedro de Alcántara,...
- En ciencia y tecnología el paso del siglo XVII al XVIII en la Royal Society de Londres (Newton, Hook, los astrónomos Flamsteed y Halley), la misma época en Europa (Huygens, Leibnitz, Spinoza), el Proyecto de Los Álamos o el actual Silicon Valley.

## Historia del término
La palabra scenio es de aparición reciente, apareció por primera vez en su forma inglesa scenius en un artículo de Kevin Kelly y Brian Eno el día 10 de junio de 2008. El término empezó a popularizarse a través de la blogosfera aunque todavía no ha llegado a generalizarse su uso.